# 丽色噪鹛
丽色噪鹛（学名：Trochalopteron formosum），又名红翅噪鹛，为噪鹛属的鸟类。分布于越南西北部以及中国大陆西南部的四川、云南、广西等地，在越南北部栖于2000米以上的森林下木间。该物种的模式产地在四川宝兴。

## 亚种
- 丽色噪鹛指名亚种（学名：Trochalopteron formosum formosum）。分布于越南以及中国四川、云南]、广西等地。该物种的模式产地在四川宝兴。[3]